# Polynucléotide 5'-phosphatase
La polynucléotide 5'-phosphatase, également appelée polynucléotide 5'-triphosphatase, est une hydrolase qui catalyse la réaction :
5'-phosphopolynucléotide + H2O  {\displaystyle \rightleftharpoons }  polynucléotide + phosphate.
Cette enzyme fait partie de l'enzyme coiffante, complexe enzymatique qui réalise l'adjonction d'une coiffe sur l'ARN messager en cours de synthèse par l'ARN polymérase II. Elle assure le clivage du phosphate γ de l'extrémité 5' de l'ARNm.

Structure de la coiffe ajoutée par l'enzyme coiffante, constituée d'une 7-méthylguanosine liée à l'extrémité 5' d'un ARN messager.